# Malleastrum mocquerysi
Malleastrum mocquerysi là một loài thực vật có hoa trong họ Meliaceae. Loài này được (Aug. DC.) J.-F. Leroy mô tả khoa học đầu tiên năm 1964.